# Jaroslav Pavelka
Jaroslav Pavelka (* 12. září 1993 Dvůr Králové nad Labem) je český hokejový brankář, a bývalý mládežnický reprezentant.

## Hráčská kariéra
Svoji hokejovou kariéru začal v Tamboru Dvůr Králové nad Labem. V průběhu mládeže zamířil do týmu HC VČE Hradec Králové, kde v sezoně 2010/11 ve věku 17 let poprvé chytal za A-mužstvo tehdy působící v první lize a zároveň formou střídavých startů pomáhal klubu TJ SC Kolín ze třetí nejvyšší soutěže. V roce 2011 odešel do zámoří a nastupoval v juniorské OHL za kanadské týmy Niagara IceDogs, se kterým vybojoval v ročníku 2011/12 ligové stříbro, a Windsor Spitfires. V červenci 2013 zamířil na zkoušku zpět do Hradce Králové, kde uspěl a po podpisu smlouvy doplnil v extraligovém mužstvu tehdejší brankářskou dvojici Ondřej Kacetl - Pavel Kantor. Krátce po svém příchodu si s klubem zahrál na turnaji European Trophy 2013 v severní divizi, kde Hradec skončil v konfrontaci s týmy Luleå HF (Švédsko), EC Red Bull Salzburg (Rakousko), HC Škoda Plzeň, HC Kometa Brno, Kärpät Oulu (Finsko), Hamburg Freezers a Eisbären Berlín (oba Německo) na osmém nepostupovém místě. V Hradci vykonával převážně pozici třetího brankáře a kvůli většímu hernímu vytížení nastupoval za Stadion Vrchlabí či Stadion Litoměřice. Svůj první zápas za Hradec Králové v nejvyšší soutěži odchytal v říjnu 2014 proti mužstvu HC Oceláři Třinec. 9. března 2015 královéhradecké vedení využilo předkupní právo a prodloužilo s Pavelkou kontrakt. V ročníku 2016/17 se částečně podílel na historickému úspěchu Hradce, se kterým získal v lize bronzovou medaili.

## Klubové statistiky
| Sezona    | Klub                   | Soutěž          | Základní část | Základní část | Základní část | Vyřazovací část | Vyřazovací část | Vyřazovací část |
| Sezona    | Klub                   | Soutěž          | Z             | PGZ           | PÚ            | Z               | PGZ             | PÚ              |
| --------- | ---------------------- | --------------- | ------------- | ------------- | ------------- | --------------- | --------------- | --------------- |
| 2010/2011 | HC VCES Hradec Králové | 0 1. česká liga | 04            | 04,73         | 088,3         | 0—              | 00—             | 00—             |
|           | SC Kolín               | 0 2. česká liga | 01            | 06,00         | 00—           | 0—              | 00—             | 00—             |
| 2011/2012 | Niagara IceDogs        | 0000 OHL        | 07            | 05,37         | 084,6         | 0—              | 00—             | 00—             |
|           | Windsor Spitfires      | 0000 OHL        | 034           | 03,47         | 090,5         | 004             | 03,71           | 089,7           |
| 2012/2013 | Windsor Spitfires      | 0000 OHL        | 054           | 03,65         | 090,2         | 0—              | 00—             | 00—             |
| 2013/2014 | HC Stadion Vrchlabí    | 0 2. česká liga | 011           | 02,96         | 00—           | 003             | 05,41           | 00—             |
| 2014/2015 | Mountfield HK          | Česká Extraliga | 02            | 03,05         | 083,3         | 0—              | 00—             | 00—             |
|           | HC Stadion Vrchlabí    | 0 2. česká liga | 02            | 02,00         | 093,1         | 0—              | 00—             | 00—             |
| 2015/2016 | HC Stadion Litoměřice  | 0 1. česká liga | 042           | 02,71         | 091,1         | 003             | 03,69           | 086,9           |
| 2016/2017 | Mountfield HK          | Česká Extraliga | 03            | 03,55         | 087,8         | 0—              | 00—             | 00—             |
|           | HC Stadion Litoměřice  | 0 1. česká liga | 034           | 02,27         | 092,8         | 0—              | 00—             | 00—             |
| 2017/2018 | Mountfield HK          | Česká Extraliga | 013           | 01.56         | 094,6         | 04              | 01,78           | 091,1           |
| 2017/2018 | VHK Vsetín             | 1. česká liga   | 020           | 02.18         | 092,0         | 0—              | 0—              | 0—              |
| 2018/2019 | Mountfield HK          | Česká Extraliga | 026           | 02.41         | 090,8         | 024             | 02,56           | 090,4           |
| 2019/2020 | HC Baník Sokolov       | 1. česká liga   | 01            | 03.16         | 090,0         | 0—              | 0—              | 0—              |
| 2020/2021 | Bílí Tygři Liberec     | Česká Extraliga |               |               |               |                 |                 |                 |
| 2022/2023 | LHK Jestřábi Prostějov | Chance liga     |               |               |               |                 |                 |                 |

## Reprezentační kariéra
Jaroslav Pavelka je bývalý mládežnický reprezentant České republiky, nastupoval postupně za výběry do 16, 17, 18 a 20 let. S reprezentací U18 se představil v roce 2011 na Mistrovství světa do 18 let v Německu.